# Air Force Academy, Colorado
Air Force Academy är en ort (CDP) i El Paso County, i delstaten Colorado, USA. Enligt United States Census Bureau har orten en folkmängd på 6 680 invånare (2010) och en landarea på 25,9 km².